# Szente
Szente é um município da Hungria, situado no condado de Nógrád. Tem 7,53 km² de área e sua população em 2015 foi estimada em 322 habitantes.